# Симфонічний оркестр Оулу
Симфонічний оркестр Оулу (фін. Oulu Sinfonia) — фінський симфонічний оркестр, що базується в місті Оулу, єдиний професійний симфонічний оркестр в північній Фінляндії.
Оркестр був заснований в 1937 році, в 1951 отримав офіційний статус. Серед диригентів, що працювали з оркестром були Ян Сібеліус і Тойво Куула. Симфонічний оркестр Оулу виступає в побудованому в 1983 році концертному залі, названим ім'ям знаменитого уродженця Оулу — композитора Лееві Мадетоя.